# Josep Maria Pañella
Josep Maria Pañella Alcácer (Torreblanca, Castellón, 19 de octubre de 1952) es un político y profesor español. Desde octubre de 2003 es presidente del Bloc Nacionalista Valencià. 
Es licenciado en Historia. Ha sido maestro de educación primaria y profesor de secundaria en el instituto de Torreblanca.
Entre 1991 y 2007 fue concejal del Ayuntamiento de Torreblanca, del cual fue alcalde de 1995 a 1999. También fue diputado provincial en la Diputación de Castellón entre los años 2003 y 2007. Fue elegido diputado en las elecciones a las Cortes Valencianas de 2007, en las listas de la coalición Compromís pel País Valencià y junto con Enric Morera fue uno de los dos diputados del BLOC durante esa legislatura. 
En las elecciones a las Cortes Valencianas de 2011 fue elegido diputado por Castellón dentro de la Coalició Compromís, de la que forma parte y lidera el BLOC.